# NGC 947
NGC 947 est une vaste galaxie spirale barrée située dans la constellation de la Baleine. NGC 947 a été découverte par l'astronome britannique John Herschel en 1835.

## Caractéristiques
Sa vitesse par rapport au fond diffus cosmologique est de 4 739 ± 15 km/s, ce qui correspond à une distance de Hubble de 69,9 ± 4,9 Mpc (∼228 millions d'al).
À ce jour, 13 mesures non basées sur le décalage vers le rouge (redshift) donnent une distance de 57,892 ± 5,087 Mpc (∼189 millions d'al), ce qui est tout juste à l'extérieur des valeurs de la distance de Hubble. Notons cependant que c'est avec la valeur moyenne des mesures indépendantes, lorsqu'elles existent, que la base de données NASA/IPAC calcule le diamètre d'une galaxie et qu'en conséquence le diamètre de NGC 947 pourrait être d'environ 61,0 kpc (∼199 000 al) si on utilisait la distance de Hubble pour le calculer.
La classe de luminosité de NGC 947 est III et elle présente une large raie HI.